# اسکای اسپورت (آلمان)
اسکای اسپورت (انگلیسی: Sky Sport) یک شبکه تلویزیونی ماهواره‌ای ورزشی است که به زبان آلمانی پخش می‌شود.
این شبکه که در سال ۱۹۹۳ تأسیس شده در کشورهای آلمان، اتریش و سوئیس مسابقات بوندس‌لیگا و بوندس‌لیگا ۲، جام حذفی فوتبال آلمان، بوندس‌لیگا اتریش و لیگ دسته دوم فوتبال اتریش، لیگ قهرمانان اروپا، لیگ برتر فوتبال انگلستان، گلف و کشتی حرفه‌ای دبلیودبلیوئی را به صورت زنده پخش یا پوشش خبری می‌کند.